# Landschaftsschutzgebiet Freiflächen nordöstlich Westheim

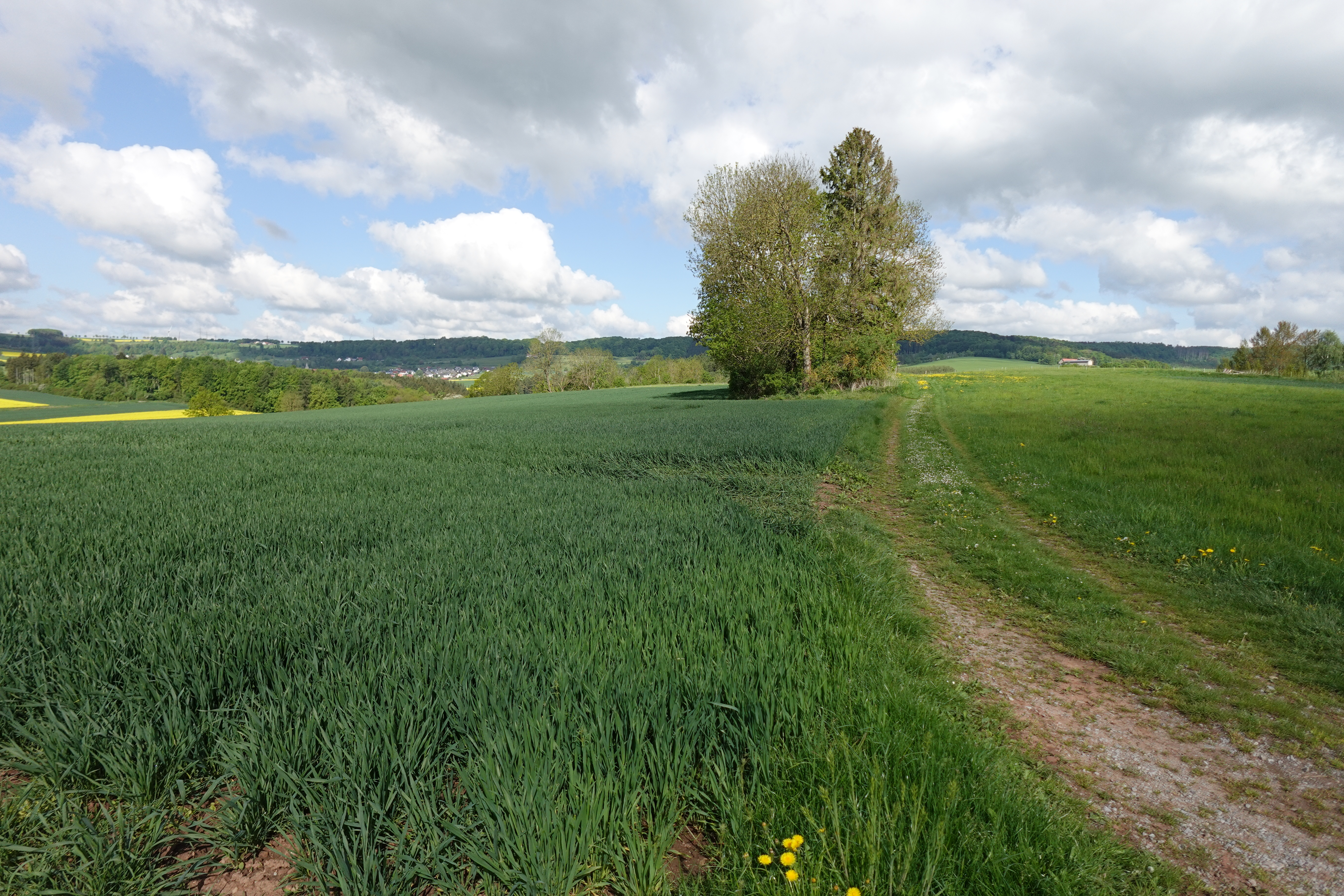
Landschaftsschutzgebiet Freiflächen nordöstlich Westheim nahe Naturschutzgebiet Halbtrockenrasen am Dahlberg

Das Landschaftsschutzgebiet Freiflächen nordöstlich Westheim mit 180,9 ha liegt im Stadtgebiet von Marsberg und im Hochsauerlandkreis. Das Gebiet wurde 2008 mit dem Landschaftsplan Marsberg durch den Kreistag des Hochsauerlandkreises als Landschaftsschutzgebiet (LSG) ausgewiesen. Das LSG wurde als Landschaftsplangebiet vom Typ B, Ortsrandlagen, Offenland- und Kulturlandschutz, ausgewiesen. Es grenzt u. a. an das Naturschutzgebiet Halbtrockenrasen am Dahlberg.

## Beschreibung
Im LSG befinden sich landwirtschaftliche Offenlandbereiche mit Äckern und Grünland. Das LSG beginnt am Dorfrand von Westheim (Marsberg). Die Bundesstraße 7 verläuft durch das LSG. Im Bereich Höleken liegen zwei Bereiche mit Fischteichen. Auch die beiden Quellmulden der Hoppenbecke liegen im Gebiet.

## Schutzzweck
Die Ausweisung erfolgte zur Sicherung der Vielfalt und Eigenart der Landschaft im Nahbereich der Ortslagen und der alten landwirtschaftlichen Vorranggebiete durch Offenhaltung sowie wegen der besonderen Bedeutung für die Erholung.

## Rechtliche Vorschriften
Wie in den anderen Landschaftsschutzgebieten im Stadtgebiet besteht im LSG ein Verbot, Bauwerke zu errichten. Vom Verbot ausgenommen sind Bauvorhaben für Gartenbaubetriebe, Land- und Forstwirtschaft. Die Untere Naturschutzbehörde kann Ausnahmegenehmigungen für Bauten aller Art erteilen. Wie in den anderen Landschaftsschutzgebieten vom Typ B in Meschede besteht im LSG ein Verbot der Erstaufforstung, sowie ein Verbot Weihnachtsbaum-, Schmuckreisig- und Baumschul-Kulturen anzulegen. Es besteht das Gebot, das LSG durch landwirtschaftliche Nutzung oder geeignete Pflegemaßnahmen von Bewaldung freizuhalten.